# Дворец культуры железнодорожников (Новосибирск)
Дворец культуры железнодорожников (ДКЖ, Дом Культуры Железнодорожников) — дом культуры в Новосибирске. Кроме этого, является кинотеатром.
Расположен на улице Челюскинцев, дом № 11 в Железнодорожном районе, в пяти минутах ходьбы от железнодорожного вокзала Новосибирск-Главный.
Здание построено по типовому проекту 2С-06-6, применявшемуся во многих городах СССР. По оценке С. Н. Баландина, здание размещено неудачно. Архитектор В. П. Семейко, который «привязывал» сооружение, отодвинул его от красной линии застройки и на образовавшейся перед зданием эспланаде спланировал террасами рельеф, устроил партерное озеленение и небольшой водоём, что позволило выделить здание из общей и в целом не согласованной с ДКЖ застройки. При этом здание с ярко выраженной асимметрией фасада внешне выглядит скромно. Главный вход в здание расположен под невысоко поднятым козырьком, монохромная сероватая цветовая гамма стеновых поверхностей не выделяет сооружение из застройки. При несколько измельченных формах и деталях фасад не претендует на монументальность, присущую общественным зданиям.
Сцена ДКЖ всего лишь на несколько метров меньше сцены НОВАТа. В нём размещаются два зала: большой (концертный) зал на 980 мест, в котором проводятся концерты и спектакли, и малый зал на 200 мест. Залы оборудованы системой кондиционирования воздуха, сцена киноконцертного зала имела поворотный круг и 7 занавесей. Помимо зрительской зоны, ДКЖ включал развитую клубную зону, которая занимала почти половину общей площади здания, в том числе спортивный комплекс со спортзалом площадью 650 м2, душевыми с гардеробами и подсобными помещениями.
В ДКЖ 7 февраля 1986 года прошли съёмки для первого выпуска телепередачи «Играй, гармонь!».